# Solberg SK
Le Solberg SK est un club norvégien de football basé à Drammen.

## Historique
- 1929 : fondation du club

## Palmarès
- Coupe de Norvège de football
  - Finaliste : 1952